# ポール・オーギュスト・アリオ

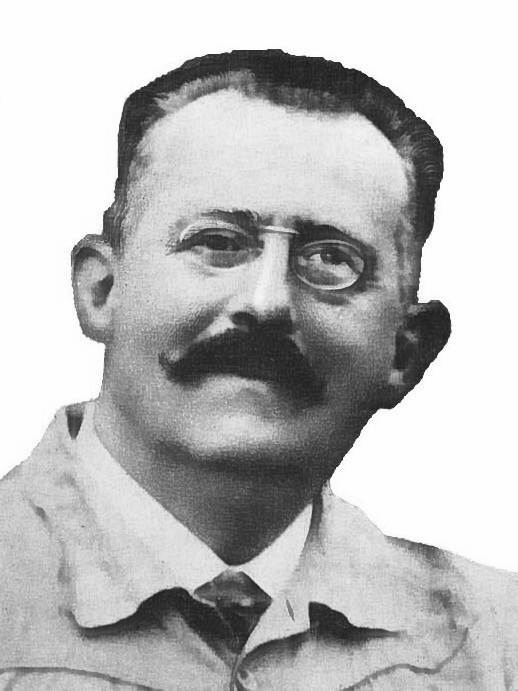
ポール・オーギュスト・アリオ(1917年頃)

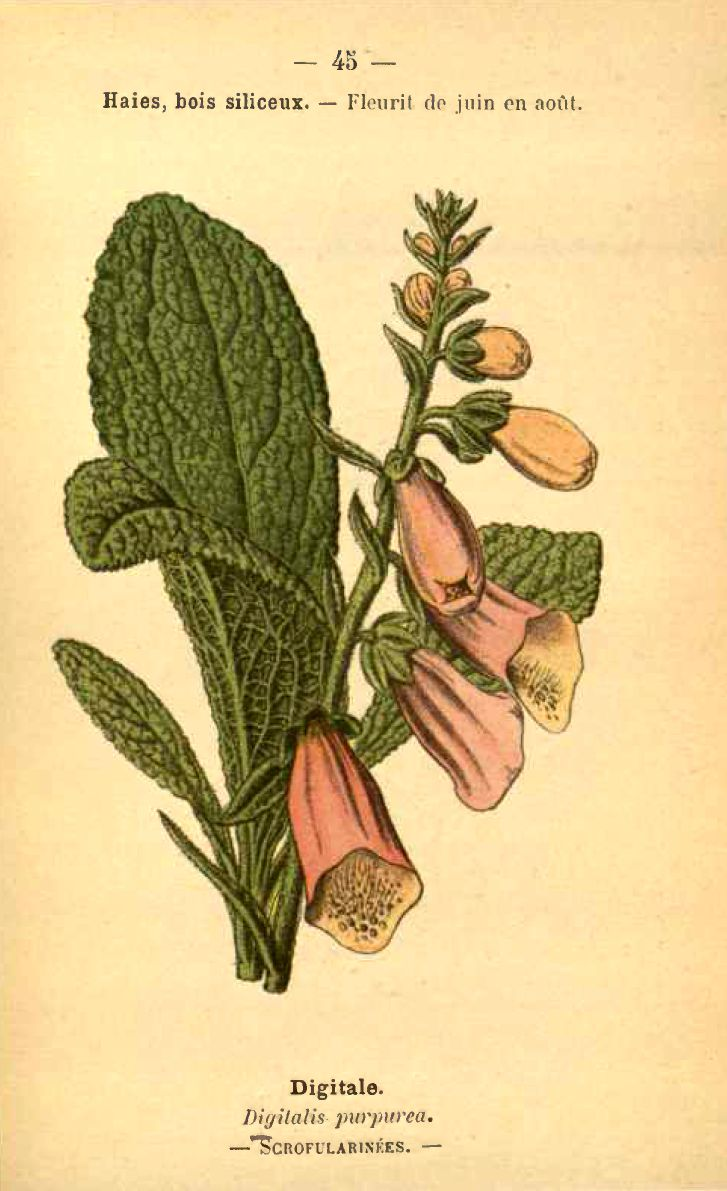
図鑑の図版、Digitalis purpurea

ポール・オーギュスト・アリオ（Paul Auguste Hariot、1854年 - 1917年7月5日）はフランスの薬剤師、藻類を専門とする植物学者である。1900年の"Atlas Colorié des Plantes Médicinales Indigènes"（「先住民の薬用植物の多色図説」）などの著作で知られる。

## 略歴
メリ＝シュル＝セーヌの薬剤師の息子に生まれた。1870年代後半、薬学の勉強中に高等薬学院（École Supérieure de Pharmacie）の植物学助手になった。1882年に薬剤師の資格をえるが、植物学者のベシュレル（Émile Bescherelle）とともに、ロマンス号（La Romanche）による喜望峰の調査に招かれ、この航海で優れた藻類のコレクションをつくり、学問の世界に転じた。
フランスに戻った自然科学を学び、1888年に学位を取り、パリ自然史博物館の ヴァン・ティガン教授のもとで、隠花植物の研究を行った。標本館のセバスチャン・ヴァイヤンやエドモン・テュラーヌ、シャルル・テュラーヌの集めた標本の分類を行い、多くの藻類の分類の見直しを行った。1890年にスミレモ（Trentepohlia、陸生藻類）の研究でフランス科学アカデミーからモンターニュ賞（Prix Montagne）を受賞した。1913年にデマジエール賞（Prix Desmazières）も受賞した。パリ自然史博物館の標本館の学芸員を務めた
。
藻類に関する著書のほかに、多くの植物図鑑を製作し、最初のフランス海岸の海草図鑑も出版した。菌類の分野も研究し、植物物病理学会の設立者の1人でもある。
アリオに献名された種には、キク科のLagenophora hariotii (Franch.) T.R.Dudley,ラン科の Chamaeangis hariotiana (Kraenzl.) Schltr.やMicroterangis hariotiana (Schltr.) Senghas 、ユキノシタ科のSaxifraga hariotii Luizet & Souliéなどがある。